# Кодонанта
Кодонанта (лат. Codonanthe) — род цветковых растений семейства Геснериевые (лат. Gesneriaceae), включающий в себя около 20 видов многолетних эпифитных растений разных жизненных форм.

## Этимология названия
Происходит от (греч. κωδων), "kōdōn" — колокольчик, и (греч. άνθη), "аnthe" — цветок, ссылаясь на колокольчатый венчик.

## Ботаническое описание
Многолетние эпифитные кустарники, лианы и травы, обычно растут в муравьиных гнёздах. Стебли раскидистые, ползучие или пряморастущие, у основания иногда древеснеющие, в узлах укореняются, там же, на их нижней поверхности, иногда возникают экстрафлоральные нектарники. Листья супротивные, иногда слегка анизофиллические; на коротких черешках, пластинки мясистые, кожистые, часто с красноватыми экстрафлоральными нектарниками на нижней поверхности. Цветки одиночные или в соцветиях. Соцветия пазушные, содержат от одного до нескольких цветков, цветоносы короткие. Венчик цветка белый, розовый, сиреневый, желтый или тёмно-пурпурный, часто с красноватыми штрихами и пятнами в зеве; трубка от воронковидной до колокольчатой формы, с округлым основанием, резко или постепенно расширяющаяся в 5-лопастный отгиб; у некоторых видов трубка короткая с широким отгибом с широко распростёртыми долями. Тычинок 4, обычно равные по длине венчику, пыльники продолговатые, продольно раскрывающиеся. Завязь верхняя, пестик с двухлопастным рыльцем. Плод — коробочка, выглядит как мясистая ягода, округлая, овальная или сплющенная, красного, розового, оранжевого, жёлтого или зелёного цвета. Семена красного, розового или желтого цвета, эллиптической формы, с полосками.

## СимбиозКодонанты и муравьёв
Явление произрастания Кодонанты в муравейниках муравьёв вида Crematogaster longispina и их взаимодействия был изучен Кляйнфельдтом (Kleinfeldt) в 1978 году.

## Ареал и климатические условия
Склоны поросших лесом гор от Мексики до южных и восточных областей Бразилии. Высокая концентрация видов в бассейне реки Амазонки.

## Хозяйственное значение и применение
В условиях умеренного климата выращивают в теплицах; в комнатной культуре как ампельное. Теплолюбивое растение, минимальная температура выживания 15°С.

## Агротехника
Посадка. Сажают в рыхлый, питательный водо- и воздухопроницаемый субстрат с добавлением листовой земли, коры хвойных деревьев и дроблёного известняка. На дне горшка устраивают дренаж из слоя керамзита или черепков.
Уход. Растение светолюбиво, но не выносит прямых солнечных лучей. Полезно опрыскивание. Полив умеренный, регулярный, без пересушки. Большую опасность представляет застаивание воды в поддоне. Оптимальная температура 19-22°С. Регулярные подкормки в период роста — весной 1 раз в 2 недели жидким комплексным удобрением. С конца осени до февраля, в период относительного покоя у растения, уменьшить полив и не удобрять. После отцветания применяется обрезка побегов для ограничения размеров растения.
Пересадка. Пересаживают каждый год или раз в два года в свежий земляной субстрат.
Размножение. Посевом семян осенью или весной.
Болезни и вредители. Пересушка субстрата и значительные колебания температур могут вызвать опадение листьев. Повреждается червецом.

## Виды
По информации базы данных The Plant List, род включает 20 видов:
- Codonanthe calcarata (Miq.) Hanst.
- Codonanthe caribaea Urb.
- Codonanthe carnosa (Gand.) Hanst.
- Codonanthe chiricana Wiehler
- Codonanthe cordifolia Chautems
- Codonanthe corniculata Wiehler
- Codonanthe crassifolia (H.Focke) C.V.Morton
- Codonanthe devosiana Lem.
- Codonanthe elegans Wiehler
- Codonanthe erubescens Wiehler
- Codonanthe formicarum Fritsch
- Codonanthe gibbosa Rossini & Chautems
- Codonanthe gracilis (Mart.) Hanst.
- Codonanthe luteola Wiehler
- Codonanthe macradenia Donn.Sm.
- Codonanthe mattos-silvae Chautems
- Codonanthe serrulata Chautems
- Codonanthe stenantha Hoehne
- Codonanthe uleana Fritsch, H.Karst. & Schenck
- Codonanthe venosa Chautems